# Emington
Emington é uma vila localizada no estado americano de Illinois, no Condado de Livingston.

## Demografia
Segundo o censo americano de 2000, a sua população era de 120 habitantes.
Em 2006, foi estimada uma população de 113, um decréscimo de 7 (-5.8%).

## Geografia
De acordo com o United States Census Bureau tem uma área de
0,3 km², dos quais 0,3 km² cobertos por terra e 0,0 km² cobertos por água.

## Localidades na vizinhança
O diagrama seguinte representa as localidades num raio de 16 km ao redor de Emington.